# Analena Jentsch
Analena Jentsch (* 28. Mai 1997 in Füssen) ist eine deutsche Curlerin. Derzeit spielt sie als Second in der Damennationalmannschaft unter Skip Daniela Jentsch.

## Karriere
Jentsch begann 2004 mit dem Curling. Seit 2012 spielt sie im Team ihrer Schwester Daniela Jentsch, zunächst als Lead, später als auch als Third und aktuell als Second. Ihr internationales Debüt gab sie 2012 auf der World Curling Tour beim Internationalen ZO-Frauen Curlingturnier in Wetzikon. Ihr erstes Nationenturnier war die Weltmeisterschaft 2015 in Sapporo. Seit 2015 hat sie in jedem Jahr sowohl an der Weltmeisterschaft als auch an der Europameisterschaft teilgenommen. Ihr bislang größter Erfolg war der Gewinn der Bronzemedaille bei der Europameisterschaft 2018 in Tallinn. Auf der World Curling Tour konnte sie mit dem Team Jentsch die Riga International Challenge 2016 gewinnen.

## Privatleben
Analena Jentsch stammt aus einer Curler-Familie. Ihr Vater Roland Jentsch wurde 1991 als Skip der deutschen Mannschaft Europameister und ihre Schwester Daniela Jentsch spielt mit ihr im gleichen Team. Jentsch ist Sportsoldatin bei der Bundeswehr.